# Pawel Sapieha
Príncipe Paweł Jan Piotr Sapieha-Kodenski (1 de septiembre de 1860 Gumniska, Tarnow, Reino de Galitzia y Lodomeria- 31 de mayo de 1934, Siedliska, república de Polonia ) filántropo y príncipe polaco miembro de la familia Sapieha, de la rama Sapieha-Kodenski, hermano mayor del príncipe-arzobispo de Cracovia Adam Stefan Sapieha y del príncipe Władysław Leon Sapieha. Se le reconoce como uno de los miembros fundadores del Comité de la Cruz Roja Polaca, y su primer presidente.

## Biografía
Nacido el 1 de diciembre en el palacio Sangusko, solar de la familia de su madre, en cercanías a la ciudad de Tarnow, siendo el segundo hijo de los príncipes Adam Stanislaw Sapieha-Kodenski, y su esposa, la condesa Jadwiga Klementyna Sangusko-Lubartowicza, fue parte de una de las principales familias de la aristocracia polaca, los Sapieha, de la rama Kodenski. Pasó su infancia entre el castillo familiar de Kracsyzin y el palacio Sapieha en Leópolis (por ese entonces, perteneciente al reino de Galitzia y Lodomeria y por consiguiente parte integral del Imperio austrohúngaro), siendo criado con esmero. Debido a su rol de ser el segundón de la familia, fue destinado a la carrera de derecho, cursándola entre Praga, Viena y Cracovia.
Con posterioridad, se integra al servicio civil austro-húngaro como funcionario público y consultor, primero en Przemysl, y luego trasladado a Bosnia, en donde trabajaria especialmente en Mostar y Sarajevo durante tres años, entre 1885 y 1887. Otro aspecto destacado del príncipe Pawel era su sed de aventuras, por lo que solía hacer largas giras por diferentes países, aprovechando licencias extendidas que lograba gestionar. En 1888 viaja con su hermano Adam Stefan, primero a Constantinopla, sepándose en el Cairo (debido al deseo de su hermano de iniciar un peregrinaje a tierra santa) y siguiendo por su cuenta a extremo oriente, viajando a Birmania, China, Corea y Japón. Luego regresa a Europa vía Pekín, subiendo por Mongolia y pasando por Irkutsk, Aleksandrov, Krasnoiarsk y Tomsk, arribando a San Petersburgo en donde se compromete con Sofinetka Branicka, todo con el fin de evitar qu las propiedades de los Branicki pasaran a manos rusas. Sin embargo, el compromiso no llega a buen puerto, y debido a esto regresa a Galitzia, en donde se dedicaría a administrar las propiedades familiares, y así mismo continuar su carrera como servidor público.
Al final, durante los carnavales en Leopólis conoce a Matylda Windisch-Graetz, de 19 años, con la cual contrae matrimonio aún después de una serie de retrasos debido a las condiciones de salud de la novia y el desgaste del novio por los largos viajes. Ambos se dirigen a la propiedad que el padre de Pawel le había obsequiado: la finca de Siedliska, la cual remodela profundamente. Sin embargo, se vio obligado a regresar a Leopólis a retomar su puesto vacante de secretario de gobernación. De su matrimonio tendrían siete hijos, de los cuales uno fallecería durante la Primera Guerra Mundial.

## Carrera Política.
Su carrera política inicia en 1905 al ser nombrado diputado en la dieta regional de Galitzia, haciendo parte integral de varios comités y sociedades durante ese lapso de tiempo. Agregado a esto, se enfoca en el activismo católico, integrándose en la organización de diferentes congresos eucarísticos, centrándose fuertemente en la organización de eventos católicos y dedicándose en cuerpo y alma a las actividades filantrópicas, por lo que en el año de 1913 es elegido presidente del comité de la Cruz Roja de Galitzia.

### Primera Guerra Mundial y conformación de la cruz roja polaca
Con el advenimiento de la Primera Guerra Mundial, el príncipe Pawel centra todos sus esfuerzos en reforzar la red de hospitales y de asistencia del comité de la cruz roja en Galitzia. Ello lo obliga a abandonar su propiedad en Siedliska, para trasladarse a Leopólis, en donde se encarga de primera mano en mantener el funcionaminto de los hospitales que tenía a cargo. Con la cercanía de las tropas rusas hacia la ciudad, el príncipe, junto con su familia, se dirigen hacia Cracovia. Es en esta evacuación en la cual su hijo, Alfred, se une a las fuerzas austro-húngaras, muriendo en el frente oriental en el año de 1916.
Llegada la independencia de Polonia después de años de ocupación extranjera, Helena Paderewska convoca a todas las organizaciones vinculadas con el movimiento internacional de la Cruz Roja existentes: el comité de la cruz roja de la Polonia del Congreso subsidiario de la cruz roja rusa, el comité de la cruz roja de Galitzia y Lodomeria, dirigido por Pawel Sapieha, y otras organizaciones similares. Por unanimidad, se define que sea el príncipe Pawel quien dirija la organización en sus primeros pasos. Sin embargo, en agosto de 1919 renuncia, dejando el cargo a Helena Paderewska.

### Vida Posterior.
Al retirarse de la cruz roja, decide enfocar sus esfuerzos en sus propiedades, especialmente en Siedliska, reconstruyendo los molinos, haciendo programas de riego y gestionando obras de mejoramiento para su propiedad. Sin embargo, no deja de involucrarse en el activismo católico, siendo parte de varias sociedades y cofradías. Con la avanzada de la guerra polaco-soviética, evacua su finca de Siedliska, y se entera de que su hijo menor, Pawel María es herido de gravedad. Su hija María profesa votos religiosos en los años 20, y es en ese periodo de tiempo en el cual colabora junto con su hermano menor, Adam Stefan, a la postre arzobispo de Cracovia, para la logística y ejecución de diferentes congresos eucarísticos internacionales y nacionales.
Se retiraría de la vida pública en los años 30, falleciendo por problemas derivados de una angina de pecho, en 1934, a la edad de 74 años en su finca de Siedliska.

## referencias
1. ↑  Słowo Polskie (wydanie popołudniowe). 1906, nr 166 (en polaco).

- Datos: Q11814390
- Multimedia: Paweł Sapieha (1860-1934) / Q11814390